# Comanthera elegans
Comanthera elegans är en gräsväxtart som först beskrevs av August Gustav Heinrich von Bongard, och fick sitt nu gällande namn av L.R.Parra och Ana Maria Giulietti. Comanthera elegans ingår i släktet Comanthera, och familjen Eriocaulaceae. Inga underarter finns listade i Catalogue of Life.